# Printzen (Adelsgeschlecht)

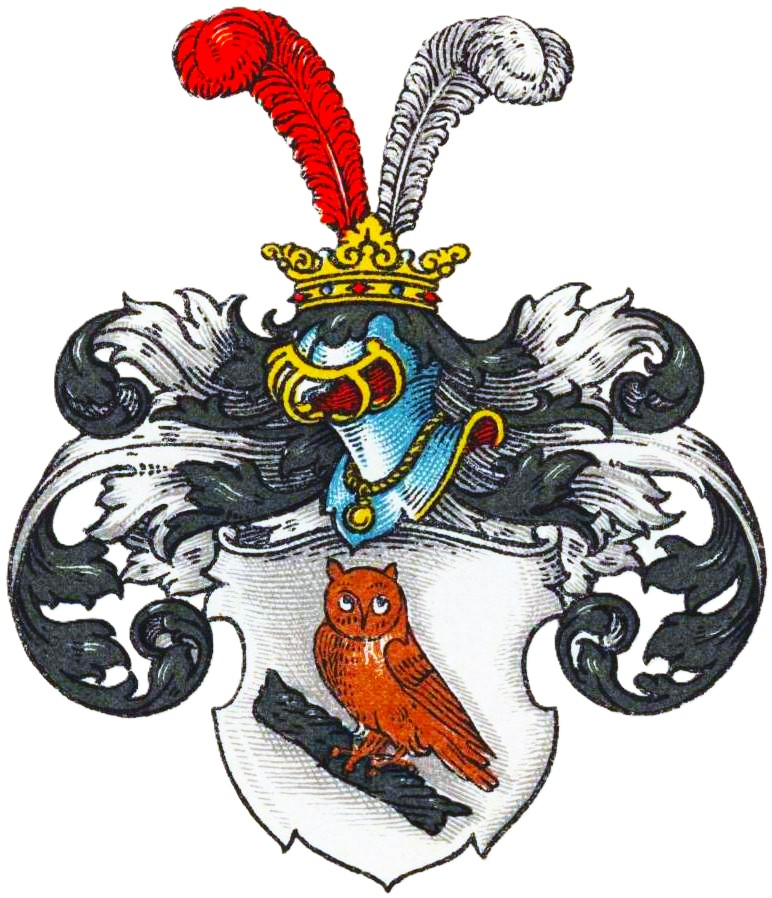
Wappen derer von Printzen im Wappenbuch des Westfälischen Adels

Printzen (auch Printz, Prinz o. ä.) ist der Name eines westfälisch-preußischen Briefadelsgeschlechts.
Die Familie ist zu unterscheiden von dem namensähnlichen, aber wappenverschiedenen schlesischen Briefadelsgeschlecht Prinz (auch Prinz von Buchau), auch wenn Teile der einschlägigen Literatur die Familien fälschlicherweise vermengen. Das Missverständnis rührt u. a. auch daher, dass ein Teil der hier behandelten Familie von Anfang bis Mitte des 19. Jahrhunderts unbeanstandet das Prädikat „von Buchau“ und den Freiherrentitel der anderen Familie führte, was durch Preußen aber spätestens ab Ende des 19., Anfang des 20. Jahrhunderts nicht mehr gestattet wurde. Auch mit den westfälischen Pryns besteht keine Stammesverwandtschaft.

## Geschichte
Am 20. September 1554 erhielt der Stammvater des Geschlechts, Ludwig Printz, von Kaiser Karl V. den rittermäßigen Adelsstand für das Reich und die österreichischen Erblande verliehen. Über 100 Jahre später, am 7. Mai 1661, erhielt Ludwigs Urenkel Johann Friedrich von Printzen (1631–1691), damals noch kaiserlicher Hauptmann der Infanterie, von Kaiser Leopold I. eine Bestätigung des 1554 verliehenen Adels.
1639 besaß die Familie Haus Schollbruch bei Lengerich in der Grafschaft Tecklenburg. Später hatte sie auch Besitz in der Provinz Sachsen, in der Altmark und in der Provinz Brandenburg. In der Provinz Sachsen war sie in Karow (Jerichow) (urkundlich 1725–1811) sowie Ferchels, Gollwitz, Grütz, Nielebock, Parey (Havelaue), Schollene und Seedorf (Jerichow) (alle 1725–1773) ansässig. In der Altmark war die Familie in Nahrstedt (1739–1746) begütert und in der Provinz Brandenburg in Rüdersdorf bei Berlin (1725), Cadorf und Wesslin. In Ostpreußen kamen noch Hermenhagen, Kraftshagen, Lengen, Moterau/Heinrichshoff und Schwaraunen hinzu und in Pommern Jezow im Kreis Lauenburg i. Pom.
Hjob Wilhelm von Printzen (* ca. 1677; † 25. März 1740) begründete eine noch heute (2025) existierende Linie in Dänemark.

## Wappen
Blasonierung: In Silber eine natürliche Eule auf einem schwarzen (oder grünen) Stück Baumstamm sitzend. Auf dem gekrönten Helm mit schwarz-silbernen Helmdecken eine rote und eine silberne Straußenfeder.
Vor den Straußenfedern wird teilweise noch ein querlaufender silberner Windhund dargestellt.

## Persönlichkeiten
- Friedrich Wilhelm von Printzen (1719–1773), preußischer geheimer Kriegsrat
- Johann Friedrich von Printzen (1631–1691), kurbrandenburgischer Generalmajor, Chef eines Reiter-Regiments sowie Amtshauptmann von Spandau und Erbherr auf Jerichow und Altenplathow
- Marquard Ludwig von Printzen (1675–1725), preußischer Diplomat, Oberhofmarschall

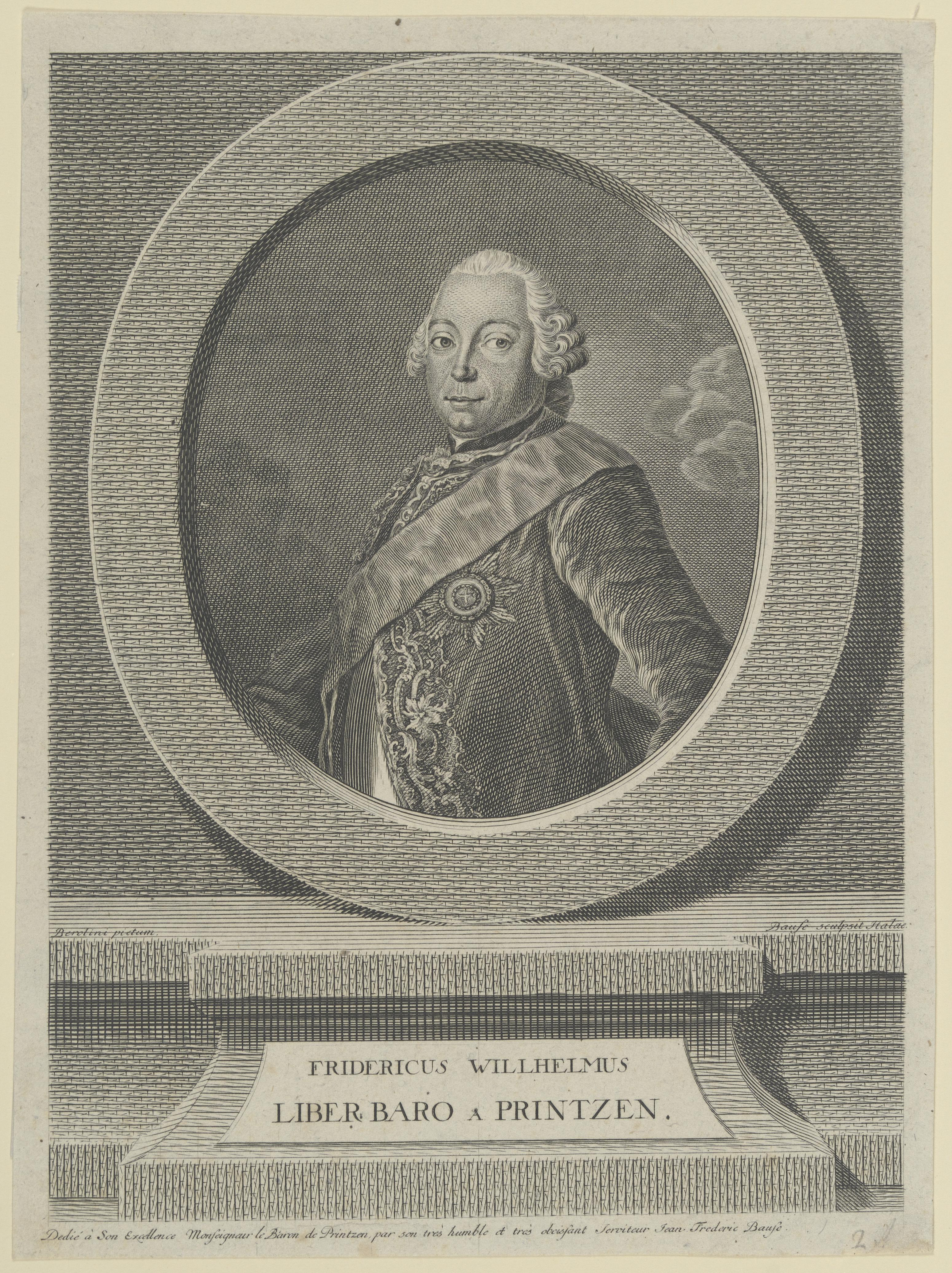
Friedrich Wilhelm von Printzen (1719–1773), nach 1760
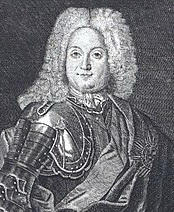
Marquard Ludwig von Printzen (1675–1725)

## Stammfolge
Die überlieferte Stammfolge beginnt mit Ludwig von Printzen:
- Ludwig von Printz(en), um 1550 kaiserlicher Hauptmann, 1554 Adelsstand für das Reich und die österreichischen Erblande, ⚭ Margaretha von Münnig
  - Johann von Printzen, königlich-dänische Armee, ⚭ Gertraud von Fincken
    - Heinrich Wilhelm von Printzen ⚭ Anna Elisabeth von Münster
      - Johann Friedrich von Printzen (1631–1691), kurbrandenburgischen Generalmajor, ⚭ Judith von Schönaich (1643–1732)
        - Friedrich Wilhelm von Printzen (* 1673)
        - Marquard Ludwig von Printzen (1675–1725), preußischer Minister, ⚭ Dorothee Sophie von Schlippenbach, Tochter von Karl Friedrich von Schlippenbach. Die Eheleute hatten mehrere Kinder, u. a.:
          - Wilhelm Ludwig Marquard von Printzen († 25. Juli 1749), Domkapitular, Domherr in Havelberg[8]
          - Friedrich Wilhelm von Printzen (* 27. Januar 1719; † 24. September 1773) ⚭ Susanne Benedikte von Meyer (* 24. Februar 1722)
            - Elisabeth Luise Sophie von Printzen (* 22. Juni 1742; † 24. August 1811) ⚭ 1762 Friedrich Heinrich Ferdinand von Wartensleben (* 24. April 1740; † 28. Dezember 1776), Hofmarschall, Sohn des Generalleutnants Leopold Alexander von Wartensleben (1710–1775)

        - Judith Elisabeth von Printzen (* ca. 1677) ⚭ Georg Christoph von Wallwitz[9]
        - Hjob Wilhelm von Printzen (* ca. 1677; † 25. März 1740), Major; bestattet in Kopenhagen, Begründer der Linie in Dänemark, ⚭ Birgitte Chalanna N. N. (1692–1759)
          - Otto Heinrich von Printzen (* 1701; † ca. 1761) ⚭ Tugendreich Sophie von Zepelin († 1759)
          - Brigitte Catharina von Printzen († 18. Mai 1751) ⚭ Peter Helmich
          - Friedrich Wilhelm von Printzen (1697–1748) ⚭ Susanne Elisabeth de Letang (1715–1795)
            - Heinrich Wilhelm von Printzen (* 15. November 1734; † 1768) ⚭ Maria Mullers
              - Carl Heinrich von Printzen (* 1767)

            - Marquard Ludwig von Printzen(* 26. November 1736; † 17. Dezember 1809) ⚭ I. Anne Cathrine Marie Roeskilde, ⚭ II. Juliana Maria Johansdatter Kotzkowsky (1753–1781), ⚭ III. Johanna Francisca Toxvaerd (1751–1827)
              - aus I.: Catherine Susanna von Printzen (* 6. Juni 1767)
              - aus II.: Philip Jacob von Printzen (* 1776)
              - aus II.: Ana Cecilia Eleanora von Printzen
              - aus II.: Povel von Printzen
              - aus III.: Frantz Toxverd von Printzen (* 24. Dezember 1785; † 8. Juli 1863) ⚭ Anna Christine Sophie Povelsen (* 20. März 1795; † 27. Juni 1840)
                - Charitte Maria Elisabeth Stuart von Printzen (* 18. April 1817; † 9. Mai 1881) ⚭ Søren Ludvig Povelsen (* 24. August 1810; † 24. März 1875)
                - Ludvig Marqvardt von Printzen (* 13. März 1819; † 5. Dezember 1819)
                - Frederik Wilhelm von Printzen (* 18. Oktober 1820; † 12. März 1864) ⚭ Camilla Susanne Albertine Barnekow (* 25. Januar 1833; † 12. März 1864)
                  - Harriet von Printzen (* 3. Oktober 1856) ⚭ Sofus Frantz Alfred Wiig (* 11. Oktober 1853)
                  - Ebba von Printzen (* 2. März 1858; † 18. Dezember 1893) ⚭ Theobald Oscar Wiig (* 26. Mai 1856)
                  - Frantz Erikus von Printzen (* 24. August 1862; † 6. Januar 1939) ⚭ I. Anna Charlotta Andersson (1868–1942); II. Marta Natalia Kristina Ragnitt (* 13. September 1889; † 1. September 1970)
                    - Tochter (*/† 1888)
                    - Bror Erik von Printzen (* 10. November 1889; † 25. April 1974) ⚭ I. Alvira Martha Christine Andersen (* 20. August 1888; † 30. Januar 1939); ⚭ II. Gerda Elisabeth Vilhelmine Madsen (* 26. August 1914; † 20. August 2009)
                      - aus II.: Bente Holm von Printzen (* 11. Juni 1941; † 27. Februar 2015) ⚭ N. N. Nielsen

                    - Karin Emilia Camilla von Printzen (* 23. Juli 1891; † 19. Januar 1965) ⚭ Göran Jönsson Heydl (* 29. Juni 1891; † 10. Juli 1964)
                    - Esther von Printzen (* 2. März 1894; † 6. November 1978) ⚭ Harald Frederik Rystedt (* 16. Juni 1894; † 18. Juni 1928)

                - Marquardt Ludvig Emil Printzen (* 28. September 1823) ⚭ Martine Christine Sørensen Andersen Abildgaard (* 6. November 1822; † 16. April 1905)
                  - Carl Wilhelm Louis Werner von Printzen (* 1. Mai 1849; † 13. Juni 1933) ⚭ Rose Marion Reade
                    - Nachkommen

                  - Betty Francisca Sophie von Printzen (* 7. August 1850; † 18. Januar 1922) ⚭ Christen Sørensen Kiertzner (* 19. Juli 1854; † 16. Mai 1916)
                  - Augusta Ulrikka Julie Vilhelmine von Printzen (* 21. Dezember 1861)

                - Thora Elvina von Printzen (* 28. Juli 1825; † 29. Juli 1839)
                - Sophus Harald Theodor von Printzen (* 19. Juli 1827; † 25. Juli 1850)
                - Hertha Caroline Amalie von Printzen (* 2. Mai 1830; † ca. Februar 1831)

              - aus III.: Wilhelm Johannes von Printzen (* 27. Mai 1789; † 28. Juli 1790)

            - Johanne Magdalene von Printzen

        - Johann Friedrich von Printzen (* 27. Dezember 1680; † 14. Mai 1740), Oberst im Infanterie-Regiment Nr. 14, ⚭ Sophia Elisabeth Henriette von Rindtorf (* 15. Dezember 1694; † 18. Januar 1776), Schwester von Friedrich Christoph Christian von Rindtorf
          - Friedrich Ludwig Christoph (Christian) von Printzen (* 12. Dezember 1725; † 1815), Herr auf Kraftshagen in Ostpreußen, königlich-preußischer Major ⚭ Charlotte von Kanitz (* 19. April 1744; † 10. Oktober 1832)
            - Friederich Wilhelm Ludwig Christoph von Printzen (* 5. September 1772; 24. November 1837), königlich-preußischer Oberst und General-Adjutant, ⚭ 1809 Amalie Charlotte von Kortzfleisch aus dem Hause Hermenhagen (* 8. Mai 1792; † 3. Dezember 1880)
              - Agnes Amalie Charlotte Sophie von Printzen (* 3. Mai 1810) ⚭ Egbert Viktor Bernhard von Kobylinski (* 27. November 1836; † 8. Februar 1921)
              - Hermann Friedrich August Leopold von Printzen (* 7. Januar 1813), grossherzoglich-meklenburg-schwerinischer Major in Pension, ⚭ Emilie Anna Martina N. N.
                - Friedrich Wilhelm Egbert Selmar von Printzen (* 26. August 1866)
                - Heinrich Wilhelm Karl Eduard von Printzen (* 12. Januar 1870)
                - Hans Theophil August Klemens von Printzen (* 12. Mai 1872)
                - Agathe Charlotte Hermine Ferdinande von Printzen (* 1. Juli 1875)
                - Ida Klara von Printzen (* 28. Dezember 1877) ⚭ N. N. Dankelmann
                - Minette Amalie Victorina Maria Luise von Printzen

              - Max Friedrich Ernst Karl von Printzen (* 19. Januar 1820), königlich-preußischer Premierleutnant a. D., ⚭ Jeannete von Kobylinski (geschieden)
              - Friedrich Wilhelm Moritz von Printzen (* 20. Mai 1822; † 7. April 1909), königlich-preußischer Premierleutnant a. D., ⚭ Elisabeth Auguste Charlotte Emilie Karoline Albertine Friederike Ernestine Wilhelmine Gräfin von Hülsen (* 5. Oktober 1827)
                - Charlotte Agnes Elsbeth Anna Urmgard Maria Magda Gertrud Margarete von Printzen (* 7. Dezember 1853) ⚭ Friedrich von Loesen
                - Magda Urmgaard Gertrud Amalie Charlotte von Printzen (* 19. Dezember 1855; † 25. Dezember 1894) ⚭ Otto von Pannwitz
                - Walter von Printzen (* 23. November 1858) ⚭ Meta von Wedderkop
                - Marquard Ludwig Günter Gehard Franz von Printzen (* 6. Februar 1860)

            - Ernst Leopold Bernhard Otto von Printzen († 1818), königlich-preußischer Major, ⚭ Karoline Wilhelmine (Minette) Luise von Koze/Kotzen (* 17. August 1791; † 1851)
              - Otto Karl Wilhelm Marquard von Printzen (* 22. März 1817), Herr auf Hermenhagen und Ernsthof, königlich-preußischer Leutnant a. D., ⚭ Hedwig von Drigalski (* 29. Januar 1828; † 8. Februar 1879)
                - Magda Martha Elisabeth Amalie von Printzen (* ca. Juli 1848) ⚭ Georg von Lettau
                - Ernst von Printzen (* 19. Juli 1850)
                - Kurt von Printzen (* 8. August 1853)
                - Erich von Printzen (* 1855) ⚭ Margarete Henke
                - Georg von Printzen (* 26. Februar 1857)
                - Otto Richard Marquard Friedrich von Printzen (* 3. Oktober 1859)

              - Rudolf Gebhard Lebrecht Emil von Printzen (* 23. September 1818), königlich-preußischer Leutnant a. D.

          - Sophie Luise Friederike von Printzen (* 31. Okotber 1730) ⚭ August Heinrich von Wuthenau (1708–1763)
          - Johann Albrecht Ludwig von Printzen
          - Marquard Heinrich Friedrich von Printzen († 15. Juli 1795), Postmeister zu Burgk, ⚭ Sabine Elisabeth von Rosenstedt
          - Johann Ludwig Karl von Printzen
          - Karoline Elisabeth Antoinette von Printzen (* 18. August 1734; † 8. April 1799) ⚭ Leopold Ludwig von Anhalt (1729–1795)